# Psechrus borneo
Psechrus borneo är en spindelart som beskrevs av Levi 1982. Psechrus borneo ingår i släktet Psechrus och familjen Psechridae. Inga underarter finns listade i Catalogue of Life.